# 林奎佑
林奎佑（1960年6月17日—2024年12月30日）是臺灣的漫畫家及政論名嘴，筆名魚夫。出生於屏東縣林邊鄉中林村，現居臺南市，原住民族西拉雅族人。天主教輔仁大學經濟學系肄業、國立政治大學科技管理與智慧財產研究所EMBA畢業，另就讀國立交通大學建築研究所博士班。曾任民主進步黨立法委員施明德國會辦公室第一任主任、嘉義市駐市作家，政治立場是支持臺灣獨立建國。

## 生平
- 1987年，進入《中國時報》，隨後轉到《自立晚報》。[1]
- 1987年12月17日，在《自立晚報》發表將中華民國總統蔣經國繪成摩西的政治漫畫〈蔣經國開路〉，是臺灣報業史上首度將蔣經國畫入政治漫畫。1987年底，民進黨在臺北市中山堂示威，因無法認同總指揮康寧祥與中國國民黨溝通，發表諷刺康寧祥是保皇黨的政治漫畫〈保皇黨康寧祥〉，引發民進黨內部反省[2]。
- 1989年12月6日，獲頒吳舜文新聞獎助基金會第四屆吳舜文新聞獎漫畫類最優獎。
- 1990年代，觸角伸向電子媒體，於TVBS頻道主持《麻辣新聞網》、《TVBS投訴熱線》、《選民開砲》與《選舉萬歲》，於綠色和平電臺主持《黃昏的故鄉》，於超級電視台主持《魚夫漫話Show》，於三立臺灣臺主持《八點大小聲》、《獨賣新聞》、《魚夫評論》、《大家愛臺灣》、《FM2200魚夫社區電臺》，於SET電視台主持《魚夫1100元遊臺灣》。後來厭倦了電視政論節目，毅然辭掉原本三立臺灣臺總監的高薪職位。任職三立臺灣臺總監期間，在《大成影劇報》連載專欄〈魚夫進棚場記〉。
- 1993年4月，應時任民進黨主席施明德邀請，擔任「民進黨國會反對國共統一會談宣達團」幕僚長。該團主旨為反對辜汪會談，幕僚長任內，在《自立早報》連載專欄〈民進黨宣達團幕僚長日記〉。
- 1997年，三立衛星電視台發表台歌〈讓愛無所不在〉。
- 2001年1月，成立「甲馬創意股份有限公司」（Jamar Idea Production Corporation，簡稱JamarIPC），並出任總監；林奎佑解釋說，「甲馬」一詞，在古中國係道士用來召喚天兵天將、日行千里的符文。
- 2003年，主持超級電視台《魚夫報到》。
- 2005年，擔任中華電視公司執行董事。
- 2007年，獲聘弘光科技大學文化事業發展學系專任特聘教授，成立網路媒體「台灣玉山網路電視台」並邀請2007年民主進步黨總統提名選舉參選人謝長廷擔任榮譽台長。
- 2015年，獲嘉義市長涂醒哲邀請擔任嘉義市駐市作家。
- 2019年，因西羅殿晚間廟會活動，林奎佑在臉書發文怒嗆「黑道宮廟文化」，西羅殿管理委員會在臉書發文揚言控告林奎佑。
- 2020年，在臺灣《蘋果日報》連載專欄〈魚夫專欄〉。
- 2022年，獲聘為台南應用科技大學榮譽教授。
- 2024年12月30日，因罹患肝癌病逝。2025年1月11日，賴清德總統上午前往臺南頒贈林奎佑先生褒揚令，表彰其對臺灣民主及文化的貢獻，由林奎佑先生的夫人陳文淑女士代表接受。包括前總統陳水扁、文化部長李遠、臺南市長黃偉哲、高雄市長陳其邁等亦出席是項活動。

褒揚令全文如下：

知名漫畫家暨作家魚夫，本名林奎佑，通朗軒秀，睿知邁達。少歲寄情繪事，迭於中國時報及自立晚報投稿創作，淬勉持恆，囊錐脫穎。繼跨足媒體、動畫製作及教學，歷任自立報系主筆、三立電視台總監、弘光科技大學特聘教授、台南應用科技大學榮譽教授等職，持秉政治改革初心，深化公民自主意識，才能幹濟，沾溉啟迪。平素專擅運用漫畫針砭時局，直抒多元公共議題，眷注人文社會關懷；闓闡自由民主要義，志切國家政經發展，尤以《魚夫的漫畫傳奇》、《台北．中國》、《魚夫版資治通鑑》等佳品稱頌，旨趣雋永，刻畫入微；辭喻橫生，匠心別具。嗣勤於寫作，記敘在地飲食文化，盡述經典建築美學，典贍精妙，筆翰如流。曾獲頒第四屆吳舜文新聞獎漫畫類最優獎暨追頒臺南市「卓越市民」殊譽，卓蜚令聞，藝壇留芬。詎意鴻猷方展，迺以茂年驟逝，悼惜良殷，應予明令褒揚，用彰碩彥，而表遺徽。
總　　　統　賴清德　　　　

行政院院長　卓榮泰　　　　

## 主持

### 電視
| 頻道       | 節目                   |
| ---------- | ---------------------- |
| TVBS頻道   | 《麻辣新聞網》         |
| TVBS頻道   | 《TVBS投訴熱線》       |
| TVBS頻道   | 《選民開砲》           |
| TVBS頻道   | 《選舉萬歲》           |
| 超級電視台 | 《魚夫漫話Show》       |
| 三立臺灣臺 | 《八點大小聲》         |
| 三立臺灣臺 | 《獨賣新聞》           |
| 三立臺灣臺 | 《魚夫評論》           |
| 三立臺灣臺 | 《大家愛臺灣》         |
| 三立臺灣臺 | 《FM2200魚夫社區電臺》 |
| SET電視台  | 《魚夫1100元遊臺灣》   |
| 超級電視台 | 2003年《魚夫報到》     |
| 民視台灣台 | 《臺灣趴趴走》         |

### 廣播
| 頻道                         | 節目           |
| ---------------------------- | -------------- |
| 綠色和平電臺                 | 《黃昏的故鄉》 |
| 基隆輕鬆廣播電台股份有限公司 | 《魚夫的世界》 |

## 出版書籍

### 著作
| 年代   | 書名                                                             | 出版社                       | ISBN               |
| ------ | ---------------------------------------------------------------- | ---------------------------- | ------------------ |
| 1992年 | 《終結民國刮刮樂》                                               | 前衛出版社                   | ISBN 9786695122227 |
| 1996年 | 《魚腸劍譜 : 魚夫評論漫畫集》                                    | 一橋                         | ISBN 9789579932554 |
| 1997年 | 《魚夫漫話SHOW：聚光燈外，不一樣的名人身影》                     | 皇冠文化出版有限公司         | ISBN 9789573313816 |
| 1998年 | 《經國食譜》                                                     | 探索文化                     | ISBN 9789576151064 |
| 1998年 | 《魚夫的黑色幽默》                                               | 獨家                         | ISBN 9789579488655 |
| 1998年 | 《1000元遊台灣 v.1,三峽、九份、大溪、新竹》                      | 探索文化                     | ISBN 9789576151057 |
| 1999年 | 《1000元遊台灣 v.2,北投、龍潭、基隆、淡水》                      | 探索文化                     | ISBN 9789576151637 |
| 1999年 | 《魚夫帶你遊金門》                                               | 探索文化                     | ISBN 9789576152320 |
| 1999年 | 《Only you with 魚夫-12個月遊世界》                              | 紅色文化                     | ISBN 9789577089106 |
| 2000年 | 《魚夫&旅行之戀愛地圖》                                          | 生活情報媒體                 | ISBN 9789570478181 |
| 2001年 | 《魚夫時代》                                                     | 新雨                         | ISBN 9789577336705 |
| 2002年 | 《365的二分之一：魚夫春分到秋分的漫遊》                          | 紅色文化                     | ISBN 9789867888099 |
| 2013年 | 《移民台南 : 魚夫手繪幸福小食日誌》                              | 天下雜誌                     | ISBN 9789862417164 |
| 2014年 | 《樂居台南 : 魚夫手繪鐵馬私地圖》                                | 天下雜誌                     | ISBN 9789862418390 |
| 2015年 | 《樂暢人生報告書：魚夫全台趴趴走》繪者：魚夫                     | 遠見天下文化出版股份有限公司 | ISBN 9789863206941 |
| 2015年 | 《桃城著味：魚夫嘉義繪葉書》(2016年增訂版)繪者：魚夫             | 嘉義縣政府                   | ISBN 9789860506846 |
| 2016年 | 《臺北城‧城內篇：你不知道的老建築、古早味60選》                  | 天下文化                     | ISBN 9789864790654 |
| 2016年 | 《鵝行鴨步宜蘭遊》繪者：魚夫                                     | 宜蘭縣政府文化局圖書資訊課   | ISBN 9789860513851 |
| 2016年 | 《雲林輕旅行：魚夫手繪散步地圖》繪者：魚夫                       | 雲林縣政府                   | ISBN 9789860505825 |
| 2017年 | 《戀戀故鄉屏東行：魚夫帶你逛老建築、食在地古早味》               | 屏東縣政府                   | ISBN 9789860534467 |
| 2017年 | 《臺北食食通》繪者：魚夫                                         | 台北市政府觀光傳播局         | ISBN 9789860536171 |
| 2018年 | 《臺南巷子內：移民府城10年，細說建築與美食》繪者：魚夫           | 遠見天下文化出版股份有限公司 | ISBN 9789864795598 |
| 2019年 | 《雨的布魯斯：咱的基隆好生活，臺灣頭巷內底的故事》繪者：魚夫     | 遠景出版事業有限公司         | ISBN 9789860595383 |
| 2019年 | 《魚夫人間味：邊吃邊說四十年》                                   | 圓神出版社有限公司           | ISBN 9789861337036 |
| 2020年 | 《玩味機捷線》                                                   | 遠景                         | ISBN 9789869917308 |
| 2021年 | 《竹城漫遊 美感治理的城市》繪者：魚夫                            | 遠景出版事業有限公司         | ISBN 9789865421991 |
| 2022年 | 《桃仔園，漫步遊》繪者：魚夫                                     | 桃園市政府                   | ISBN 9786267020968 |
| 2022年 | 《大高雄時空散策：建築與美食》                                   | 遠景                         | ISBN 9786267171264 |
| 2023年 | 《台灣百年市場：從北到南，和魚夫一起探看25個流轉百年的菜市風華》 | 遠流出版事業股份有限公司     | ISBN 9786263613256 |

## 外部連結
- 臺南廳長官舍－－看見統治者的建築符號 – 魚夫
- 魚夫的Facebook專頁
- YouTube上的魚夫拋拋走頻道
- 魚夫／魚腸劍譜 - 獨立評論@天下 - 天下雜誌 （页面存档备份，存于）